# Breaking Through
Breaking Through is het derde en laatste album van de New Yorkse jazzrockband Isis. Het is geproduceerd door Len Barry en laat zowel een andere bezetting als een ander geluid horen dan op het titelloze debuut (1974) en Ain't No Backin' Up Now (1975). 

## Achtergrond
De min of meer oorspronkelijke bezetting van Isis viel begin 1976 uit elkaar nadat Buddah Records het contract had beëindigd wegens teleurstellende verkoopcijfers en de openlijke homoseksualiteit van zangeres/gitariste Carol MacDonald. Het aanhoudende gebrek aan succes maakte het onmogelijk om de band nog langer bij elkaar te houden. MacDonald, toetseniste Margo Lewis, debuterend gitariste Faith Fusillo en vertrekkend blazerskoppel Jean Fineberg en Ellen Seeling formeerden een nieuwe Isis en tekenden bij United Artists. Breaking Through werd in de New Yorkse Media Sound-studio opgenomen en uitgebracht in 1977. Het album klonk doelbewust commerciëler, en Fusillo en saxofoniste Lynx Sheffield hadden een grotere rol dan MacDonald die slechts drie van de negen nummers schreef (God Give Me The Strength, Love Love Love en Looking For A Space). Gastbijdragen waren er van ex-leden Nydia Liberty Mata (percussie; niet vermeld) en Lolly Bienenfeld (trombone). Het hoesontwerp toont op de voorkant een kuiken die uit het ei breekt (nieuw leven) en op de achterkant een tekening van een verlaten ruimte met het instrumentarium van de band. 
Ondanks, of dankzij, het commerciële geluid, leverde Breaking Through niet de gewenste doorbraak op. Isis werd in 1980 ontbonden om pas in 2001 weer bij elkaar te komen met MacDonald, Bienenfeld en oorspronkelijk drumster Ginger Bianco als kernleden. Plannen om nieuw materiaal op te nemen vonden geen doorgang omdat MacDonald ongeneeslijk ziek werd. In 2007, het jaar waarin ze overleed, werden de drie albums van Isis online heruitgebracht. Breaking Through had als bonustracks twee covers (George Gershwin's Wonderful en Billy Joels New York State of Mind) die afkomstig waren van MacDonalds soloalbum uit 1981.

## Muziek
1. God Give Me The Strength 3:38
2. Love Love Love 3:48
3. One Woman 4:44
4. It's Only A Matter Of Time 4:30
5. Loving You Through Music 3:30 (ode aan singer-songwriter Laura Nyro)
6. Give It Up 5:06
7. Crazy Lady 0:25
8. Get Crazy 5:11
9. Looking For A Space 6:11

Bonustracks
1. Wonderful 2:05
2. New York State Of Mind 5:28